# 秋元長朝
秋元 長朝（あきもと ながとも）は、戦国時代から江戸時代前期にかけての武将、大名。上野国総社藩主。官位は越中守。館林藩秋元家初代。

## 生涯
始め庁鼻和上杉氏に仕えた。天正18年（1590年）の豊臣秀吉の小田原征伐の際、主君の氏憲が小田原城に籠もったため、長朝もこれに従って北条方に与して深谷城を守備した。長朝は攻め寄せる豊臣軍を相手に奮戦し、よく城を持ちこたえたが、本城小田原城の開城に伴い、敵将前田利家と浅野長政の猛攻を察知して、杉田因幡と謀って開城し深谷を兵火から守った。その後しばらくは隠棲していたが、文禄元年（1592年）に井伊直政の推挙を受けて徳川家康の家臣となり、直政配下として上野国碓氷郡内に4000石を与えられた。
慶長5年（1600年）の会津征伐の前に上杉景勝詰問の使者として会津に赴いた。同年の関ヶ原の戦いでは対上杉守備隊に属した。さらに戦後も家康の命で再び会津に赴いて景勝に降伏を勧め、これを受け入れさせた。この功により、6000石を加増され1万石となり、上野国総社藩に転封となった。慶長9年（1604年）、利根川から引水するという治水工事に大きな成功を収め、所領の収穫を倍増させた。
慶長19年（1614年）からの大坂の陣にも従軍して功を挙げた。元和8年（1622年）、嫡男・泰朝に家督を譲って隠居し、寛永5年（1628年）に死去した。享年83。

## 系譜
父母
- 秋元景朝（父）
- 妙耕院 - 上杉憲政の養女、古幡良家の娘（母）

子女
- 秋元泰朝（長男）
- 小笠原某室
- 渋川某室